# Ferielejlighed
|  | Sammenskrivningsforslag Artiklen Ferielejlighed er foreslået føjet ind i Feriebolig. (Siden december 2022) Diskutér forslaget |

En ferielejlighed er en lejlighed og feriebolig. En ferielejlighed kan være beliggende i et selvstændig lejlighedskompleks, men den kan også udgøre en del af et feriecenter, eller der kan være tale om en hotellejlighed, som er en del af et hotelkompleks. De udlejes igennem et bureau.